# 1790 na ciência

## Nascimentos
| Data           | Nome           | Profissão                                | Nacionalidade | Observações                                      | Ref         |
| -------------- | -------------- | ---------------------------------------- | ------------- | ------------------------------------------------ | ----------- |
| 3 de fevereiro | Gideon Mantell | ginecologista, geólogo e paleontologista | Reino Unido   | m. 1852 Medalha Wollaston 1835 Medalha Real 1849 | [ 1 ] [ 2 ] |

## Mortes
| Data      | Nome             | Profissão            | Nacionalidade | Observações | Ref |
| --------- | ---------------- | -------------------- | ------------- | ----------- | --- |
| 6 de maio | Johannes Gessner | médico e naturalista | Suíça         | n. 1709     |     |